# Побєдне (Євпаторійський район)
Побє́дне (до 1945 року — Шібан; крим. Şiban) — село Євпаторійського району Автономної Республіки Крим.